# Pteroptrix orientalis
Pteroptrix orientalis is een vliesvleugelig insect uit de familie Aphelinidae. De wetenschappelijke naam is voor het eerst geldig gepubliceerd in 1909 door Silvestri.